# Africa (poemat)

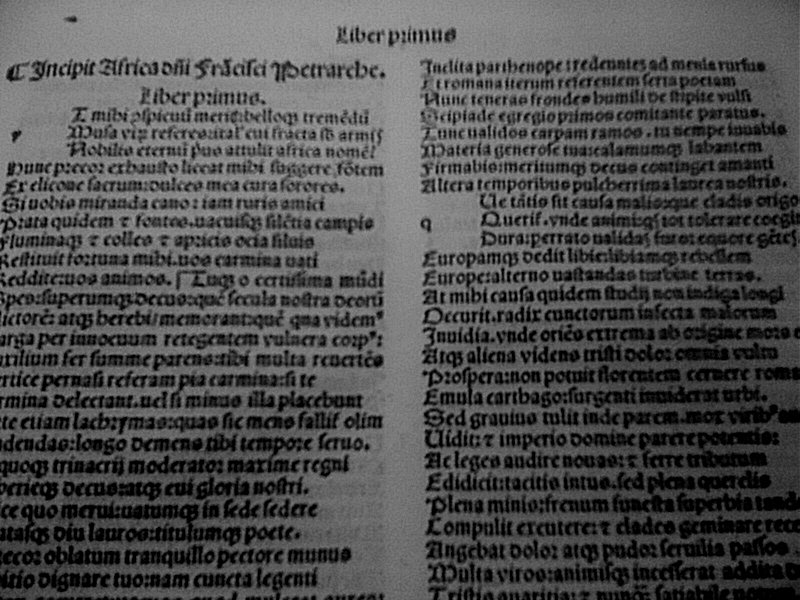
Pierwsza strona poematu w wydaniu z 1501 roku

Africa (pl. "Afryka") – nieukończony, napisany po łacinie poemat Francesca Petrarki, poświęcony drugiej wojnie punickiej i skoncentrowany wokół postaci Scypiona Afrykańskiego Starszego. Artysta pisał utwór pomiędzy 1338 a 1339, następnie przerwał i powrócił do pracy w latach 1343-1344 i poprawiał go dalej aż do śmierci.
Africa nigdy nie została przez autora opublikowana w całości, ukazał się tylko jeden z jej fragmentów – opowieść o śmiertelnie rannym bracie Hannibala, Magonie.
Utwór napisany jest heksametrem. Autor wyraża w nim podziw do wielkości starożytnych. Fabuła została zainspirowana lekturą Ab Urbe condita libri ("Od założenia miasta") Tytusa Liwiusza.
Utwór był dedykowany Robertowi I Mądremu.